# امباتو امباریمای
امباتو امباریمای (به لاتین: Ambato Ambarimay) یک سکونتگاه مسکونی در ماداگاسکار است که در بوئنی واقع شده‌است.

## خصوصیات
امباتو امباریمای ۳۵٬۰۰۰ نفر جمعیت دارد و ۶۰ متر بالاتر از سطح دریا واقع شده‌است.